# Bužančić
Bužančić, hrvatsko prezime. Dolazi iz Lećevice.
Poznate osobe ovog prezimena su:
- Radoslav Bužančić, hrvatski konzervator-restaurator
- Vlado Bužančić, hrvatski povjesničar umjetnosti i likovni kritičar
- Danica Božić-Bužančić, hrvatska povjesničarka i arhivistica
- Ivan Bužančić, hrvatski pjevač
- Mladen Bužančić, hrv. dizač utega, dizački sudac, dužnosnik Hrvatskog dizačkog saveza[2]
- Čedomir Bužančić, hrv. politički analitičar[3][4]
- Ante Bužančić,  posljednji poginuli hrvatski branitelj u Domovinskom ratu, pripadnik Antiterorističkog voda 72. bojne Vojne policije – Split (poginuo 17. listopada 1995. nadomak Banje Luke)[5]